# Avro Triplane
Avro Triplane ist die landläufige Bezeichnung für Dreidecker-Flugzeuge des britischen Flugzeugkonstrukteurs Alliott Verdon Roe.

## Entwicklungsgeschichte
Nachdem A. V. Roe zunächst einen Doppeldecker, den Roe I, entwickelt und gebaut hatte, baute er einen einsitzigen Dreidecker, eine papierüberzogene Holzkonstruktion. Der Rumpf hatte einen dreieckigen Querschnitt und war nicht bespannt. Die äußeren 1,52 m der Tragflächen ließen sich zum Transport lösen und umklappen. Als Antrieb diente zunächst ein 9 PS (6,7 kW) starker J.A.P.-Motor. Erwähnenswert ist, dass auch das Tragwerk im Heck der Maschine dreifach ausgeführt war. Am 5. Juni 1909 machte die Maschine auf dem Lea Marshes in Essex die ersten Sprünge und schaffte am 23. Juli des gleichen Jahres einen Flug von 274 m Länge. Kurz danach erhielt das Flugzeug einen 24 PS (18 kW) starken Antoinette-Motor. Beim Oktobertreffen in Blackpool gelangen mehrere kurze Flüge. Roe schaffte das Flugzeug nach Wembley, wo es am 24. Dezember 1909 abstürzte. Roe stellte noch drei weiteres Exemplare des Triplane I  mit 9 PS (6,7 kW), 20 PS (15 kW) und 35 PS (26 kW) J.A.P. Motoren her.
Im April 1910 startete das Nachfolgemodell, die II mit einem stärkeren Motor, einem J.A.P.-Aggregat mit 26 kW (35 PS). Dieser Typ war mit Stoff statt mit Papier überzogen. Die Maschine wurde bereits im Juli 1909 ohne Motor bei der Olympia Travel Exhibition ausgestellt. Trotz des stärkeren Motors legte das Flugzeug beim längsten Flug nur 183 m zurück. Es wurde bereits 1910 zerlegt.
Danach bot Roe  zu einem Verkaufspreis von 600 Pfund Sterling einen weiteren Dreidecker mit dem Namen Mercury an. Es handelte sich um einen sperrholzverkleideten Zweisitzer, der von einem 35 PS (26 kW) starken Green Motor mit einem Zweiblattpropeller angetrieben wurde.
Eine Weiterentwicklung war die Avro Triplane No. 3 (Roe III), ebenfalls ein zweisitziges Flugzeug, jedoch erheblich stabiler gebaut als der Vorgänger, außerdem ausgestattet mit Querrudern; bei den Vorgängern erfolgte die Rollsteuerung noch über Flächenverwindung. Die Triplane No. 3 hatte ihren Erstflug am 24. Juni 1910.
Die Exemplare Nr. 2 und 3 der Triplane No. 3 fingen während eines Bahntransports zu Flugvorführungen, die in Juli und August 1910 in Blackpool stattfinden sollten, Feuer durch Funkenflug der Lokomotive und brannten aus. Roe benutzte daher für diese Veranstaltung das vierte Exemplar, das in aller Eile aus Teilen, die aus Manchester geliefert wurden, zusammengebaut wurde.
Insgesamt wurden von Triplane No. 3 sechs Exemplare in Manchester gefertigt. Die letzten beiden Triplanes No. 3 wurden für die Harvard Aeronautical Society und Cecil Grace gebaut.
Noch im September des Jahres 1910 erschien das einzige Exemplar der einsitzigen Triplane No. 4 (Roe IV), motorisiert wie No. 2 und 3. Die Quersteuerung erfolgte durch Tragflächenverwindung. Der Rumpf hatte wieder einen dreieckigen  Querschnitt und war im vorderen Bereich mit dünnem Aluminiumblech verkleidet. Am Heck befand sich eine verhältnismäßig große Höhenflosse mit wuchtigen Rudern.

## Technische Daten (soweit bekannt)
| Avro Triplane No. 1   |                                    |
| Kenngröße             | Daten                              |
| Länge                 | 7,01 m                             |
| Flügelspannweite      | 6,10 m                             |
| Höhe                  | 3,35 m                             |
| Tragflügelfläche      | 20,21 m²                           |
| Antrieb               | Ein J.A.P.-Motor mit 6,7 kW (9 PS) |
| Höchstgeschwindigkeit | ca. 40 km/h                        |
| max. Reichweit        | 457 m                              |
| Besatzung             | 1 Pilot                            |
| Leermasse             | 136 kg                             |
| max. Startmasse       | 204 kg                             |

| Avro Triplane No. 2   |                                    |
| Kenngröße             | Daten                              |
| Länge                 | 9,75 m                             |
| Höhe                  | 2,74 m                             |
| Flügelspannweite      | 9,75 m                             |
| Tragflügelfläche      | ca. 30 m²                          |
| Antrieb               | Ein J.A.P.-Motor mit 26 kW (35 PS) |
| Höchstgeschwindigkeit | ca. 65 km/h                        |
| Besatzung             | 1 Pilot                            |
| Leermasse             | 295 kg                             |
| max. Startmasse       | 363 kg                             |

| Avro Mercury          |                                         |
| Kenngröße             | Daten                                   |
| Länge                 | 7,47 m                                  |
| Flügelspannweite      | 7,92 m                                  |
| Tragflügelfläche      | 22,85 m²                                |
| Antrieb               | Ein Green-Reihenmotor mit 26 kW (35 PS) |
| Höchstgeschwindigkeit | 64 km/h                                 |
| Besatzung             | 2 Mann                                  |
| Leermasse;            | 204 kg                                  |

| Avro Triplane No. 3                       |                                         |
| Kenngröße                                 | Daten                                   |
| Länge                                     | 7,01 m                                  |
| Höhe                                      | 2,74 m                                  |
| Flügelspannweite (Ober- und Mittelflügel) | 9,45 m                                  |
| Flügelspannweite (Unterflügel)            | 6,10 m                                  |
| Tragflügelfläche                          | 33,63 m²                                |
| Antrieb                                   | Ein Green-Reihenmotor mit 26 kW (35 PS) |
| Höchstgeschwindigkeit                     | 64 km/h                                 |
| Besatzung                                 | 2 Mann                                  |
| max. Startmasse                           | 249 kg                                  |

| Avro Triplane No. 4 |                                         |
| Kenngröße           | Daten                                   |
| Länge               | 9,14 m m                                |
| Flügelspannweite    | 12,80 m                                 |
| Antrieb             | Ein Green-Reihenmotor mit 26 kW (35 PS) |
| Besatzung           | 1 Pilot                                 |
| max. Startmasse     | 295 kg                                  |

## Avro Triplane in Museen
Triplane No. 1:
- Science Museum, South Kensington/England
- Museum of Science and Industry, Manchester/England (Nachbau)

Triplane No. 4:
- Shuttleworth Collection, Old Warden/England (flugfähiger Nachbau)